# Липман, Дов
Дов Ли́пман (ивр. דב ליפמן‎; род. 9 сентября 1971, Вашингтон, США) — израильский политик, педагог, раввин, бывший депутат кнессета 19-го созыва от партии Йеш Атид. Основатель организации Yad L'Olim.

## Биография
Дов Липман родился в Вашингтоне, но вырос в Силвер-Спринг, Мэриленд, где он посещал Еврейскую академию Большого Вашингтона и иешиву Большого Вашингтона, где он был капитаном университетской баскетбольной команды и президентом студенческого совета. Он также работал стажером у конгрессмена Джона Дингелла. После школы он проучился в Mercaz HaTorah в Иерусалиме в течение двух лет, в том числе во время войны в Персидском заливе, где он отвечал за запечатанную комнату ешивы. Липман продолжил учёбу в Раввинском колледже Нер Исраэль в Балтиморе, штат Мэриленд, где он получил рукоположение в раввины во время учёбы в Университете Джонса Хопкинса, где он получил степень магистра образования.
Липман и его жена Дена входили в число семей-основателей Cincinnati Community Kollel. Они провели три года в Цинциннати, прежде чем вернуться в Сильвер Спринг, где раввин Липман стал преподавателем иудаики в своей альма-матер, ешиве Большого Вашингтона.
В июле 2004 года семья Липман иммигрировала в Израиль и переехала в Бейт-Шемеш, где Липман преподавал в ешиве средней школы и семинариях Йесодей Ха-Тора, Махон Мааян, Тиферет и Рейшит Йерушалаим. Напряженность между другими религиозными элементами и более широким населением города привела Липмана к общественной активности, и он возглавил борьбу с экстремизмом, особенно в начале 2011 учебного года в районе.